# Bettie Page
Bettie Page (22. april 1923 – 11. december 2008) var en amerikansk model, der i 1950'erne blev berømt for sine fetish- og bondagefotos. Hun var en af de første Playboy-playmates, og har medvirket som model i en række korte og længere film. 
I dag huskes Bettie Page som "the queen of pinups", og hendes udseende, med ravnsort pandehår, har inspireret mange kunstnere. I filmen The Notorious Bettie Page (2005) spilles hun af Gretchen Mol.

## Filmografi
- Striporama (1953)
- Varietease (1954)
- Teaserama (1955)
- Irving Klaw Bondage Classics, Volume I (London Enterprises, 1984)
- Irving Klaw Bondage Classics, Volume II (London Enterprises, 1984)
- Bettie Page: Pin Up Queen (Cult Epics, 2005)
- Bettie Page: Bondage Queen (Cult Epics, 2005)
- 100 Girls by Bunny Yeager (Cult Epics, 2005)
- Bizarro Sex Loops, Volume 4 (Something Weird Video, 2007)
- Bizarro Sex Loops, Volume 20 (Something Weird Video, 2008)